# 中华人民共和国最高人民法院第一巡回法庭

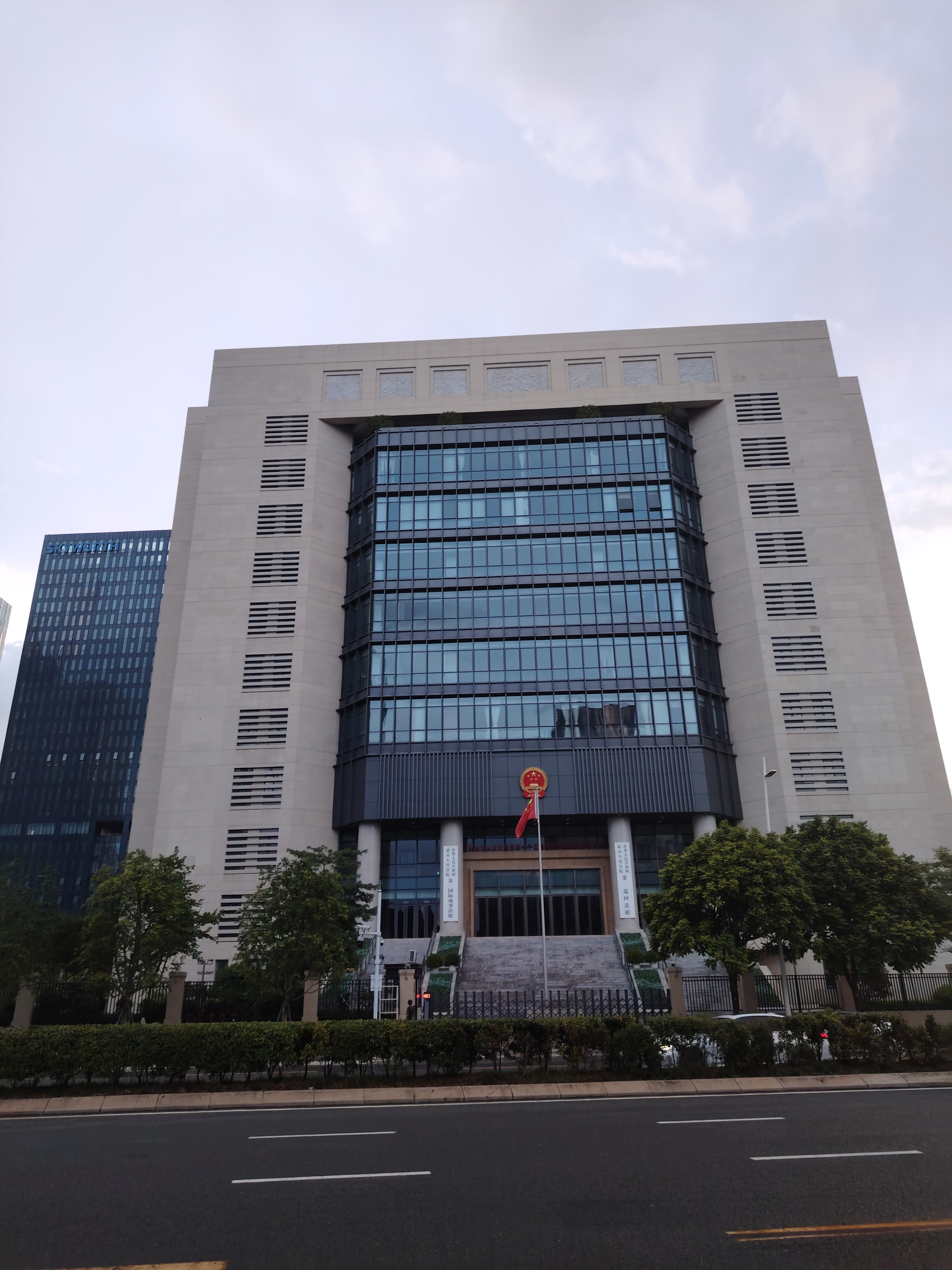
第一巡回法庭新院区

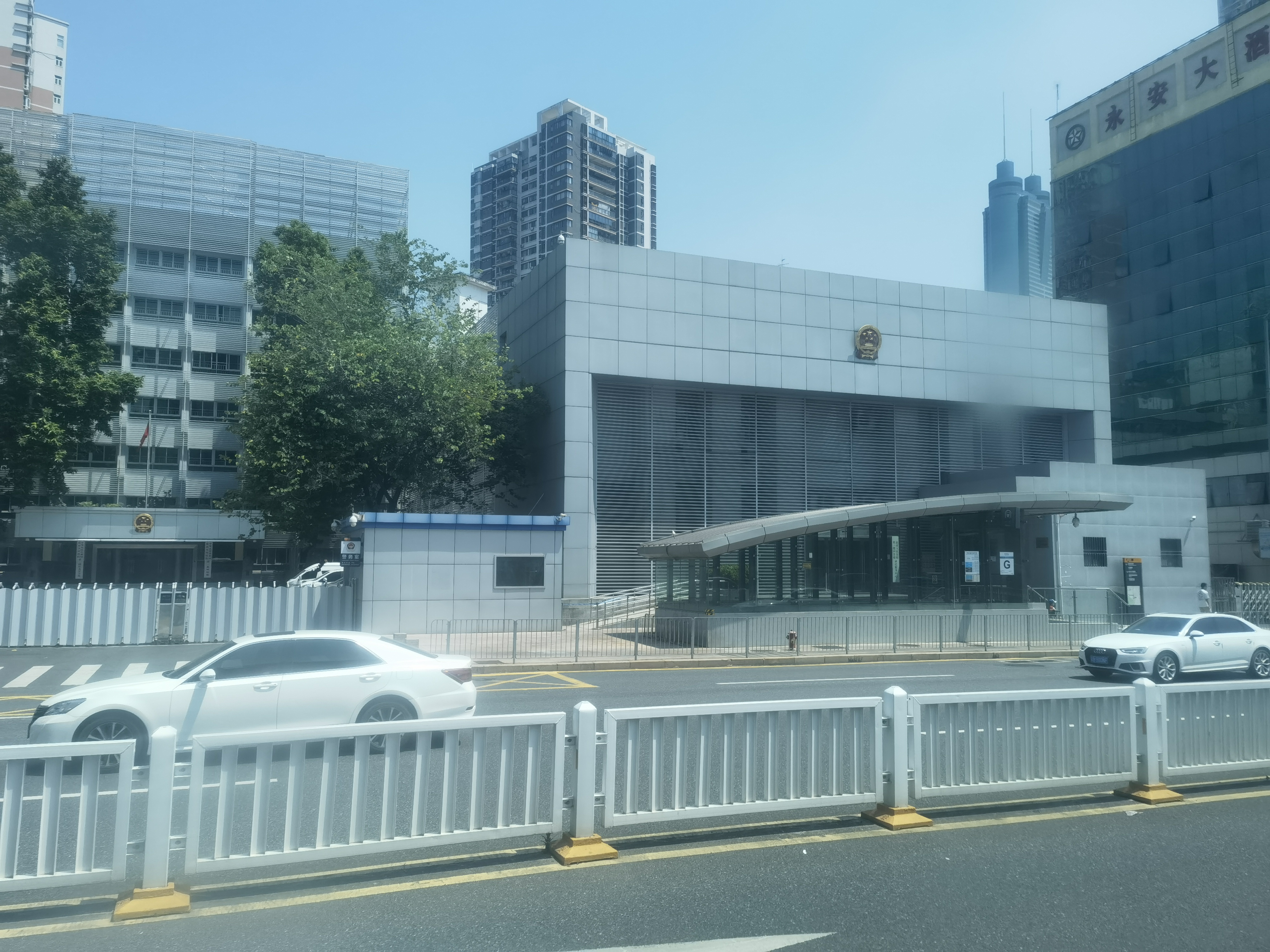
第一巡回法庭第一代馆址，之前也作为深圳市中院使用

中华人民共和国最高人民法院第一巡回法庭，位于广东省深圳市南山区南山街道公信街6号，是中华人民共和国最高人民法院的巡回法庭之一，巡回区为广东省、广西壮族自治区、海南省、湖南省。

## 沿革
最高人民法院的巡回审判一直存在，但未形成制度。例如2003年底，最高人民法院在辽宁省沈阳市对刘涌案进行提审，这是中华人民共和国成立以来最高人民法院第一次对刑事案件进行提审，这种情况下最高人民法院依法组成合议庭。
2013年，中共十八届三中全会决定对地方人民法院“人、财、物”实行省级统管。2014年10月，中共十八届四中全会决定设立最高人民法院巡回法庭。中共十八届四中全会通过的《中共中央关于全面推进依法治国若干重大问题的决定》提出，“最高人民法院设立巡回法庭，审理跨行政区域重大行政和民商事案件”。2014年12月2日，中央全面深化改革领导小组第七次会议审议通过《最高人民法院设立巡回法庭试点方案》。
设立最高人民法院巡回法庭，作为最高人民法院的派出机构，由中央统一安排其人财物的统一管理，可以摆脱地方制约，强化司法公正。
2014年12月28日下午，在第十二届全国人大常委会第十二次会议闭幕会上，通过任命刘贵祥为最高人民法院第一巡回法庭庭长、胡云腾为最高人民法院第二巡回法庭庭长的决定。
2015年1月28日，最高人民法院公布《最高人民法院关于巡回法庭审理案件若干问题的规定》，自2015年2月1日起施行。
2015年1月28日，该法院在深圳挂牌。
2016年12月28日，在原来广东、广西、海南三省区基础上，增加了湖南省为第一巡回法庭的巡回区。
2023年4月3日，第一巡回法庭搬迁至新址办公，新址位于广东省深圳市南山区南山街道公信街6号。

## 管辖

巡回法庭的巡回区，浅红色为第一巡回法庭巡回区

中共十八届四中全会通过的《中共中央关于全面推进依法治国若干重大问题的决定》提出，“最高人民法院设立巡回法庭，审理跨行政区域重大行政和民商事案件。”
《最高人民法院关于巡回法庭审理案件若干问题的规定》第一条规定：“最高人民法院设立巡回法庭，受理巡回区内相关案件。第一巡回法庭设在广东省深圳市，巡回区为广东、广西、海南三省区。第二巡回法庭设在辽宁省沈阳市，巡回区为辽宁、吉林、黑龙江三省。”故第一巡回法庭受理广东省、广西壮族自治区、海南省的重大行政和民商事案件。
第二条规定：“巡回法庭是最高人民法院派出的常设审判机构。巡回法庭作出的判决、裁定和决定，是最高人民法院的判决、裁定和决定。”
第三条规定：“巡回法庭审理或者办理巡回区内应当由最高人民法院受理的以下案件：
- （一）全国范围内重大、复杂的第一审行政案件；
- （二）在全国有重大影响的第一审民商事案件；
- （三）不服高级人民法院作出的第一审行政或者民商事判决、裁定提起上诉的案件；
- （四）对高级人民法院作出的已经发生法律效力的行政或者民商事判决、裁定、调解书申请再审的案件；
- （五）刑事申诉案件；
- （六）依法定职权提起再审的案件；
- （七）不服高级人民法院作出的罚款、拘留决定申请复议的案件；
- （八）高级人民法院因管辖权问题报请最高人民法院裁定或者决定的案件；
- （九）高级人民法院报请批准延长审限的案件；
- （十）涉港澳台民商事案件和司法协助案件；
- （十一）最高人民法院认为应当由巡回法庭审理或者办理的其他案件。

巡回法庭依法办理巡回区内向最高人民法院提出的来信来访事项。”
第四条规定：“知识产权、涉外商事、海事海商、死刑复核、国家赔偿、执行案件和最高人民检察院抗诉的案件暂由最高人民法院本部审理或者办理。”

## 历任领导
| 庭长 1. 刘贵祥（2014年12月28日—2018年4月27日） 2. 裴显鼎（2018年4月27日—2020年12月26日） 3. 杨万明（2021年1月22日—2025年2月25日） 4. 茅仲华（2025年2月25日—） 副庭长 - 孔祥俊（2014年12月28日—2015年8月29日） - 周帆（2014年12月28日—2016年11月7日） - 续文钢（2015年11月4日—2017年4月27日） - 张勇健（2017年4月27日—2019年10月26日） - 郭修江（2017年6月27日—2018年12月29日） - 胡夏冰（2019年6月29日—2021年8月20日） - 胡仕浩（2019年12月28日—2022年6月24日） - 耿宝建（2019年12月28日—） - 赵晋山（2022年6月24日—） 廉政监察员 - 续文钢（2014年12月—2015年11月） - 赵晋江（2015年12月—2019年12月） - 张新庆（？—） | 分党组书记 - 刘贵祥（2014年12月—2018年4月） - 裴显鼎（2018年4月—2020年12月） - 杨万明（2020年12月—） 分党组副书记 - 孔祥俊（2014年12月—2015年8月） - 张勇健（2017年4月—2019年10月） - 胡仕浩（2019年12月—2022年6月） 分党组成员 - 周帆（2014年12月—2016年11月） - 续文钢（2014年12月—2017年4月） - 刘敏（2015年12月—2017年） - 赵晋江（2015年12月—2019年12月） - 郭修江（2017年6月—2018年12月） - 胡夏冰（2019年5月—2021年8月） - 耿宝建（2019年12月—） - 张新庆（？—） - 赵晋山（2022年6月—） |